# سكرة (أسيوط)
قرية سكرة هي إحدى القرى التابعة لمركز منفلوط في محافظة أسيوط في جمهورية مصر العربية. حسب إحصاءات سنة 2006، بلغ إجمالي السكان في سكرة 2777 نسمة، منهم 1338 رجل و1439 امرأة.